# Deola Sagoe
 (novembre 2024).
La mise en forme du texte ne suit pas les recommandations de Wikipédia : il faut le « wikifier ».
Les points d'amélioration suivants sont les cas les plus fréquents. Le détail des points à revoir est peut-être précisé sur la page de discussion.
- Les titres sont pré-formatés par le logiciel. Ils ne sont ni en capitales, ni en gras.
- Le texte ne doit pas être écrit en capitales (les noms de famille non plus), ni en gras, ni en italique, ni en « petit »…
- Le gras n'est utilisé que pour surligner le titre de l'article dans l'introduction, une seule fois.
- L'italique est rarement utilisé : mots en langue étrangère, titres d'œuvres, noms de bateaux, etc.
- Les citations ne sont pas en italique mais en corps de texte normal. Elles sont entourées par des guillemets français : « et ».
- Les listes à puces sont à éviter, des paragraphes rédigés étant largement préférés. Les tableaux sont à réserver à la présentation de données structurées (résultats, etc.).
- Les appels de note de bas de page (petits chiffres en exposant, introduits par l'outil «  Source ») sont à placer entre la fin de phrase et le point final[comme ça].
- Les liens internes (vers d'autres articles de Wikipédia) sont à choisir avec parcimonie. Créez des liens vers des articles approfondissant le sujet. Les termes génériques sans rapport avec le sujet sont à éviter, ainsi que les répétitions de liens vers un même terme.
- Les liens externes sont à placer uniquement dans une section « Liens externes », à la fin de l'article. Ces liens sont à choisir avec parcimonie suivant les règles définies. Si un lien sert de source à l'article, son insertion dans le texte est à faire par les notes de bas de page.
- La présentation des références doit suivre les conventions bibliographiques. Il est recommandé d'utiliser les modèles {{Ouvrage}}, {{Chapitre}}, {{Article}}, {{Lien web}} et/ou {{Bibliographie}}. Le mode d'édition visuel peut mettre en forme automatiquement les références.
- Insérer une infobox (cadre d'informations à droite) n'est pas obligatoire pour parachever la mise en page.

Pour une aide détaillée, merci de consulter Aide:Wikification.
Si vous pensez que ces points ont été résolus, vous pouvez retirer ce bandeau et améliorer la mise en forme d'un autre article.
Deola Sagoe née Ade-Ojo en août 1966 à Ondo, est une créatrice de mode de haute couture.

## Biographie
Née en août 1966, Adeola Sagoe (née Ade-Ojo), est le premier enfant du Chef Micheal Ade-Ojo, fondateur de l'Université Elizade et de sa première épouse, Mme Elizabeth Wuraola Ade-Ojo. Elle est Yoruba, ils sont originaires de la ville d' Ilara-Mokin, dans l'État d'Ondo. Elle obtient à l'Université de Miami et à l'Université de Lagos, une maîtrise en finance et gestion[réf. à confirmer].

## Carrière
Sagoe devient mère en 1989 et acquiert une renommée internationale pour ses créations vivantes et colorées. Elle est nommée récemment pour représenter le Nigéria dans une nouvelle campagne internationale organisée par le Programme alimentaire mondial des Nations Unies. La campagne, intitulée « Catwalk the World : Fashion for Food », débute au Nigeria en avril 2006 et organise récemment un événement au Ghana, réunissant des célébrités comme Damon Dash, sa femme, la créatrice Rachel Roy, et le créateur ghanéen Ozwald Boateng, basé à Londres. L’objectif de la campagne est de collecter des fonds pour réduire de moitié le nombre de personnes souffrant de la faim dans le monde, en particulier les enfants, d’ici 2015. Sagoe expose fréquemment sa collection couture à la Fashion Week du Cap et est invitée à la Fashion Week de New York. En 2018, elle dévoile sa collection Komole, une sélection de vêtements de mariée et d'occasion Yoruba, inspirée par l’humeur et les mythes évoqués à travers les âges par la royauté. Sagoe remporte le prix « Africa Designs » ainsi que le prix MNET/Anglo Gold African Designs 2000, pour lesquels elle est nommée par Andre Leon Talley, rédacteur en chef de Vogue US.

## Autres travaux
Deola fait une apparition dans le film October 1 de 2014 où elle joue le rôle de Funmilayo Ransome-Kuti. 
Elle remporte à la fois le prix de la meilleure créatrice de costumes aux Africa Magic Viewers Choice Awards 2015 et le prix de la meilleure conception de costumes aux 11e Africa Movie Academy Awards en tant que créatrice de costumes pour le film October 1,. 

## Vie personnelle
Deola Sagoe, mariée à Kofi Sagoe bien que le couple se soit séparé en raison de différences irréconciliables, elle a trois filles : Teni, Aba et Tiwa.